# Jardin familial de Tali
Le jardin familial de Tali (français : Talin siirtolapuutarha)  est un jardin ouvrier fondé en 1936 dans la section Tali du quartier de Pitäjänmäki à Helsinki en Finlande .

## Présentation
Le jardin compte 241 parcelles de terrain.
Le portail principal de la ferme est ouvert à tous pendant la saison estivale du 1er mai au 31 octobre. Cependant, les parcelles sont la propriété privée des membres de la communauté, et toutes les plantes, arbustes à baies et arbres fruitiers sur la parcelle sont la propriété personnelle des jardiniers.
Depuis 1997, la ville d'Helsinki loue le jardin familial à l'association Talin siirtolapuutarhayhdistys ry  pour une période de trente ans.
Talin siirtolapuutarhayhdistys ry est une association de locataires de parcelles destinées à la culture de cultures horticoles mitoyennes.
L'association loue les terrains à ses membres, et le locataire peut le sous louer.
Le contrat de location ne peut être conclu que par une personne résidant en permanence à Helsinki. Les locataires paient un loyer foncier annuel à la ville d'Helsinki, ainsi que des frais d'adhésion et divers frais d'entretien et autres à la société horticole.

## Classement
En 1993, la direction des musées de Finlande a classé le jardin familial de Tali parmi les sites culturels construits d'intérêt national en Finlande.
Dans le plan directeur de la ville pour 2002, la zone est marquée comme une zone de loisirs d'importance culturelle, historique, architecturale et paysagère.

## Accès et entourage
Le jardin est desservi par la Runkolinja 200.
Le métro léger Jokeri, qui devrait circuler en 2024, aura un arrêt au jardin familial de Tali.
La zone est proche de la mer et très proche d'un terrain de golf.
Un sentier de randonnée à l'ouest de Tali mène au parc de Patterimäki. 
Pendant la Première Guerre mondiale, une ligne de fortifications a été construite dans la zone dans le cadre du système de défense de la ville de Saint-Pétersbourg.